# Orthoperus rogeri
Orthoperus rogeri är en skalbaggsart som beskrevs av Ernst Gustav Kraatz 1874. Orthoperus rogeri ingår i släktet Orthoperus, och familjen punktbaggar. Arten är reproducerande i Sverige.